# On the Level
On The Level je osmé studiové album britské rockové skupiny Status Quo, vydané v roce 1975. Původní verze obsahuje deset skladeb, reedice z roku 2005 potom patnáct skladeb. Poslední skladba na reedici je Roadhouse Blues od skupiny The Doors.

## Seznam skladeb
| Pořadí | Název            | Autor          | Délka |
| ------ | ---------------- | -------------- | ----- |
| 1.     | Little Lady      | Parfitt        | 3:03  |
| 2.     | Most of the Time | Rossi, Young   | 3:22  |
| 3.     | I Saw the Light  | Rossi/Young    | 3:40  |
| 4.     | Over and Done    | Lancaster      | 3:55  |
| 5.     | Nightride        | Parfitt, Young | 3:54  |
| 6.     | Down Down        | Rossi, Young   | 5:25  |
| 7.     | Broken Man       | Lancaster      | 4:14  |
| 8.     | What to Do       | Rossi, Young   | 3:07  |
| 9.     | Where I Am       | Parfitt        | 2:45  |
| 10.    | Bye Bye Johnny   | Berry          | 5:21  |

| Bonusy na reedici v roce 2005 | Bonusy na reedici v roce 2005     | Bonusy na reedici v roce 2005             | Bonusy na reedici v roce 2005 |
| Pořadí                        | Název                             | Autor                                     | Délka                         |
| ----------------------------- | --------------------------------- | ----------------------------------------- | ----------------------------- |
| 11.                           | Down Down [Single Version]        | Rossi, Young                              | 3:50                          |
| 12.                           | Roll Over Lay Down [Live Version] | Rossi, Parfitt, Lancaster, Coghlan, Young | 5:41                          |
| 13.                           | Gerdundula [Live Version]         | Rossi, Young                              | 2:35                          |
| 14.                           | Junior's Wailing [Live Version]   | White, Pugh                               | 3:57                          |
| 15.                           | Roadhouse Blues [Live Version]    | Morrison, Densmore, Krieger, Manzarek     | 12:24                         |

## Sestava
- Francis Rossi - sólová kytara, zpěv
- Rick Parfitt - rytmická kytara, klávesy, zpěv
- Alan Lancaster - baskytara, kytara, zpěv
- John Coghlan - bicí